# Edmund Seger
Edmund Seger (ur. 16 lutego 1937 we Fryburgu Bryzgowijskim, zm. 26 maja 2019 tamże) – zachodnioniemiecki zapaśnik walczący w obu stylach. Olimpijczyk z Rzymu 1960, gdzie zajął osiemnaste miejsce w kategorii 67 kg.
Wicemistrz RFN w 1961; trzeci w 1965, w stylu klasycznym. Wicemistrz w stylu wolnym w 1963; trzeci w 1962 i 1965 roku.
Był bratem Adolfa Segera, zapaśnika i medalisty olimpijskiego z Monachium 1972 i Montrealu 1976.